# خفاش مقبره ای مصری
خفاش مقبره ای مصری (نام علمی: Taphozous perforatus) نام یک گونه از زیرراسته خفاش‌های کوچک است. این گونه یک خفاش با جثه متوسط و وزنی در حدود ۳۰ گرم است که از انواع پروانه سانان، موریانه، قاب بالان، راست بالان، تغذیه می‌کند. اندازه این خفاش ۶۴٫۸–۸۰ میلی‌متر است. این گونه در بنین، بوتسوانا، بورکینافاسو، جمهوری دموکراتیک کنگو، جیبوتی، مصر، اتیوپی، گامبیا، غنا، گینه بیسائو، هند، ایران، کنیا، مالی، موریتانی، نیجر، نیجریه، پاکستان، عربستان سعودی، سنگال، سومالی، سودان، تانزانیا، اوگاندا، و زیمبابوه یافت می‌شود.